# Shopping Estación
El Shopping Estación es un centro comercial de Curitiba, capital del estado brasileño  de Paraná. Localizado en una antigua estación ferroviaria, fue inaugurado en 1997 y cuenta con cerca de 150 comercios, dos teatros y un museo, diez salas de cine, una terraza de comidas y uno de los más completos y modernos centros de convenciones de América Latina: el Estación Convention Center.

## Histórico[1]
A través de una concesión del espacio ocupado por la antigua RFFSA, el centro comercial fue inaugurado en el año 1997 con el nombre de Estación Plaza Show (en referencia a la antigua Estación Ferroviaria de Curitiba) y su mayor atracción era el área de entretenimiento o compras de ocio, ofreciendo salas múltiples de cine (10 salas), pistas de bolos y varias opciones de juegos electrónicos y unos pocos comercios comerciales. En 2000 el presidente y fundador de la empresa El Boticário (Miguel Krigsner) y una tercera empresa adquirieron el Plaza Show y con algunas reformas, lo reinauguraron como Polloshop Estação.
Dos años después, tras presentar un bajo movimiento de consumidores, el lugar sufrió una amplia reforma, incluyendo nuevas plantas y agregando tiendas de grandes dimensiones y ampliando la oferta del espacio comercial, y así, en 2002, el centro comercial es rebautizado como Shopping Estação. En mayo de 2004 fue inaugurado la Estación Embratel Convention Center - estructura anexa al centro comercial. En 2007, la gestión del Shopping Estación fue transferida a la empresa BrMalls y se firmó un nuevo contrato para la explotación del espacio de convenciones y así el nombre fue transformado en Estación Convention Center.